# An Ideal for Living
An Ideal for Living es el EP debut de la banda británica de post punk Joy Division, publicado en 1978, poco después de cambiarse el nombre de Warsaw. 
Todas las canciones se grabaron en Pennine Sound Studios, Oldham, el 14 de diciembre de 1977. Se publicó una versión en siete pulgadas en junio a través de su propia discográfica Enigma Records, seguido de una versión de doce pulgadas en octubre a través de su también discográfica propia Anonymous Records. Todas las canciones aparecen en el álbum recopilatorio de 1988 Substance.

## Portada
La portada tiene un dibujo de un miembro rubio de las Juventudes Hitlerianas tocando un tambor, creado por el guitarrista Bernard Sumner y las palabras «Joy! Division» en letra gótica, hecho que creó controversia sobre si simpatizaban o no con el nazismo.
La versión posterior en 12" se lanzó con la imagen de un andamiaje, en un intento de alejar dicha controversia.

## Lista de canciones
- Todas las canciones compuestas por Joy Division.

7" vinyl (Enigma PSS139) and 12" vinyl (Anonymous Record ANON 1)
1. "Warsaw" – 2:26
2. "No Love Lost" – 3:42
3. "Leaders of Men" – 2:34
4. "Failures" – 3:44